# Lo zen e il design CSS
Lo zen e il design CSS: Nuova luce all'arte del Web è un libro dei web designer David Shea e Molly E. Holzschlag, pubblicato nel 2005. Il libro si basa su 36 progetti presenti sul sito CSS Zen Garden, una vetrina online di design basato sui CSS. L'insieme dei processi ai quale ogni designer accetta di tendere con il progetto finale vengono esaminati attraverso casi di studio. Il suo scopo non è quello di insegnare a utilizzare i CSS (a questo ci pensa il sito CSS Zen Garden), ma è quello di approfondire l'argomento. Grazie a David Shea, con il progetto CSS Zen Garden, l'opinione comune degli sviluppatori ha incominciato a rivalutare le capacità dei fogli di stile.
È stato recensito positivamente dall'indipendente web designer Karen Morrill-McClure di Digital Web Magazine:

## Contenuto
Il libro è suddiviso in progetti i quali sono ulteriormente divisi in sei categorie relative al design, layout, illustrazioni, effetti speciali e alla ricostruzione dei fogli di stile.
David Shea spiega che lo standard per la costruzione di un sito web non deve essere monotono e partendo da alcuni progetti sul sito CSS Zen Garden offre una panoramica delle funzionalità dei CSS ed i suoi limiti ancora poco conosciuti.
Il libro per il suo linguaggio criptico si rivolge a sviluppatori Web.